# كفر سبت
كفر سبت، هي قرية فلسطينية مهجرة، كانت تقع جنوب غرب مدينة طبريا. على بعد قرابة 21 كم منها 18 كم طريق معبدة و 3 كم غير معبدة.
أنشئت كفر سبت في جبال الجليل الأدنى في منطقة سهلية على ارتفاع 225م عن سطح البحر. يبدأ من غربها على بعد 2 كم وادي دامية ويتجه شرقًا مارًّا على نصف كيلومتر شمالها. وهو أحد روافد وادي الفجاس الذي يصب في نهر الأردن، جنوب بحيرة طبريا. تقع عين كفر سبت في الطرف الشمالي الشرقي للقرية، بيرعين البعيدة في شرقها، وعين أم العلق في جنوبها الشرقي.
القرية من النوع التشريطي المكتظ، تمتد من الشرق إلى الغرب. كان فيها عام 1931 نحو 71 بيتًا بما فيها مساكن أم العلق ومساكن عرب المشارقة. وفي عام 1945 بلغت مساحة القرية 30 دونمًا، ومساحة أراضيها 9,850 دونمًا استملك الصهيونيون منها 5,110 دونمات، أي 51.9%.
كان في كفر سبت 247 نسمة من العرب في عام 1922، ارتفع العدد في عام 1931 إلى 340 نسمة بما فيهم سكان أم العلق وعرب المشارقة، وفي عام 1945 أصبح العدد 480 نسمة.
احتل اليهود كفر سبت في 22 نيسان من عام 1948، شرّدوا سكانها ودمروها.

## احتلال القرية وتطهيرها عرقيًّا
استنادًا إلى المصادر الإسرائيلية، فإنّ سكان القرية نزحوا في 22 نيسان\ أبريل 1948 من جراء استيلاء «الهاغاناه» على طبريا في 18 نيسان\أبريل.

## القرية اليوم
تُعدّ المصاطب الحجرية وأكوام الحجارة أهم الدلائل على أنّه كان ثمة قرية في الموقع. ينمو بين الأنقاض شجرات متفرقة وقليل من نبات الصبّار. أمّا الأراضي المحيطة بالموقع فتزرع حبوبًا وأشجارًا مثمرة ولوز.

## المستعمرات الإسرائيلية على أراضي القرية
في سنة 1949 أصبحت أراضي القرية موضع خلاف بين مستعمرتين إسرائيليتين متاخمتين لها في المنطقة: «ايلانيا» و«شارونا»، طالبت الأولى بالتعويض من هجمات العرب عليها في الأشهر الأولى من الحرب وخصّت ب350 دونمًا من أراضي كفر سبت التي كانت ملكًا لـ «مدمرينا» بحسب ما قالوا. إلّا أنّ مزارعي «شارونا» كانت لهم مطامعهم في أراضي القرية أيضًا فاستولوا عليها بالقوة وتدخلت وزارة الزراعة فأمرت مزارعي «شارونا» بمغادرة الأرض. في سنة 1949 أنشأت «إسرائيل» مستعمرة «سدي ايلان» إلى الغرب من موقع القرية لكن لا على أراضيها.